# Maria Furtwängler
Maria Furtwängler-Burda (Munique, 13 de setembro de 1966) é uma médica e atriz alemã.